# 東京バベル
『東京バベル』（とうきょうバベル）は日本のゲームブランドであるpropellerより発売されたパソコン用ゲームソフトである。『メルクマールシリーズ』の第1作。キャッチコピーは、「――その武器（ちから）は、僕の存在理由（レゾンデートル）から生まれた」。

## 概要
滅び行く運命の世界で、神話に綴られた天使と悪魔、そして人間が浮遊煉獄『東京バベル』を舞台に織り成す死闘と贖罪の旅路を描く、伝奇バトルアドベンチャーゲーム。シナリオは東出祐一郎。
東出の作品としては、18禁作品であった前作までと異なり、本作では対象年齢が一般向けとなっている。新約聖書や旧約聖書をベースとした、終末論的な世界観が特徴的である。メルクマールシリーズの第1作で、本作は以後も第2作『願いの欠片と白銀の契約者』と第3作『蒼撃のイェーガー』まで連続発売されることになる。

## あらすじ
『神災』――それは、突如として訪れた世界の終焉。神の怒りとも言われるそれによって、天国の門は封鎖され、地獄は水没。無数に存在する並行世界もまた次々に崩壊を始め、行き場を無くした数多の魂が虚空へ消えていった。
生き残った天使と悪魔は最後の希望を抱いて彼の地に集う。――そこは、浮遊煉獄『東京バベル』
「人の子よ、巡礼せよ。七度の巡礼を経て、天国の門が開かれる」
それは神の啓示。七度の巡礼とは即ち、七つの階層の踏破。“鍵”となるのは、人間たち。数多の並行世界より人間を召喚し、東京バベルを踏破させる。そして最終階層に存在すると言われている天国への階段“ヤコブの梯子”を昇り、再び閉ざされた扉を開いて神の御許へ許しを乞う。生き残った者達は、招かれた人間と共に学園型集落『パンドラ』を拠点として贖罪の巡礼を開始した。
しかし、あらゆる並行世界から集められた人間、そしていずれも名高き天使と悪魔、力に、知恵に、あるいは別の何かに秀でた選ばれし精鋭たちは、悉くが巡礼の途中で狂い出す。脳に、心に、精神に鳴り響く祝福の合唱が彼らを壊し、やがて殺戮を繰り返すだけの壊れた巡礼者の成れの果て、『支配者』が狂気と兇器で塔を侵蝕していく。そう、未だに東京バベルの踏破は成されていなかった。当初の思惑と異なり巡礼は困難を極め、踏破は遅々として進まない。
そんな絶望的状況の中、一人の少年が東京バベルへ招かれる。少年の名は、天道刹那。人であって人ではない、滅び行く世界から掬い出された外典の怪物。
夜の魔女リリスに導かれ、刹那は東京バベルの踏破を目指す。――これは世界を滅ぼした少年の、世界を救う物語。
しかし、本当に神の元へ辿り着けば、全てが終わるのだろうか……？　この状況下で、果たして神は……
――今、天使と悪魔と人間が織り成す、一大叙事詩が幕を開ける。

## 登場人物

### 主要人物
天道 刹那（てんどう せつな）
声：神谷浩史
本作の主人公。既に滅んだ世界の出身で、リリスによって東京バベルへと召喚され、天国へと至るための露払いを命じられる。天使や悪魔に比肩し得る運動神経、血中のナノマシンによる高速自己修復など、尋常ならざる戦闘力を誇る。世界の歴史の本流とはかけ離れた並行世界で生み出された、まさに外典の怪物。
その一方で、人間らしい感情が欠落しているような印象を周囲に与えている。これは感情を使用する事が生まれてからほとんど無かったため、そういった神経が錆び付いて軋んでいるといったほうが正しい。
人の身で支配者達に対抗すべく、莫大な魔力渦巻く魔剣、七つの罪の剣（ペッカーティ）で戦力を補強している。これは七つの大罪を「獣」として具現化する力を持ち、七種類の能力を自在に使い分けることが出来る特性を持つ。
リリス
声：沢城みゆき
本作のヒロインの一人。“夜の魔女”の異名を持つ悪魔。人類最初の女性・イヴより以前に創造された少女。アダムの最初の妻になるものの、即逃亡し並行世界と地獄をぶらついていたが、神災により東京バベルへ逃げ込んだらしい。常に飄々としていて掴みどころがなく、何かを企んでいるのかいないのか、考えているのかいないのか、それすらもあやふやな幻の女（ファントム・レディ）。なんだかんだで結構お人好し。天道刹那を見出し、彼を数奇な運命に導く。
久沓 空見（くぐつ そらみ）
声：伊藤かな恵
本作のヒロインの一人。第一階層の支配者によって、犠牲者として東京バベルに召喚された人間の少女。殺されかけていたところを刹那に助けられ、以降行動を共にする事となる。東京バベルに辿り着く以前の記憶が無く、他に頼るべき人も、行くべき場所も無いが、それを感じさせない怪物じみた天真爛漫さを誇る。天使と悪魔が存在し、自身は記憶も喪失していて、さらには世界的規模の危機であると聞かされてもなお呑気に構えているあたり、並大抵の胆力ではないといえる。そこに、強さとは異質な何かを刹那は感じている。
ゲテルの「真実を見抜く瞳」を移植されたため、空見の眼も彼女同様に隠された真実を捉えることが出来る。
ラジエル
声：花澤香菜
本作のヒロインの一人。“神の秘密”の名を冠する天使。宇宙の創世の全てを綴った書物 “天使ラジエルの書（セファー・ラジエル）”の所有者であり、かつては楽園を追放されたアダムに本を渡して知恵を授けた。筋金入りのビブリオマニで、本ならば、たとえそれが文庫だろうが ハードカバーだろうが 電子書籍だろうが 羊皮紙に書き込まれたものであろうが、例外なく全部好きらしい。左手のタブレットPCには、無数の電子書籍と無数の胡散臭いファイルがあるという。
現在は神災により過去の記憶を一部、そして天使ラジエルの書を喪失しているため自身の存在理由を謳うことが出来ない。

### パンドラ
アダム
声：櫻井孝宏
原初の人間、世に知られているオリジナルのアダムではなく、東京バベルの現状を打開すべく、天使たちによって造り出された模倣体。刹那を上回るほど感情が乏しいが、これは精神汚染を避けるために意図的に感情が廃された結果であって、彼とは事情が似て非なる。刹那がこの東京バベルにおいて唯一、拒絶し、憎悪している存在。
イヴ
声：茅野愛衣
アダムの妻にして原初の人間。物腰穏やか、礼儀正しくしっかりした少女だが、やや内気な性格で、基本的にはアダムの後ろに付き従って行動していることが多い。「留まっていたところで何にもならないから」という絶望的なまでの諦観がある故に、常に誰かに流されている。ただし、その流れには自ら身を投じることも多い。彼女が東京バベルにいるのも、ただ流れ着いた結果に過ぎない。
アスタロト
声：竹内良太
“地獄の大公”にして、東京バベルとパンドラの設立に関わった人物。現在はパンドラの最高責任者として、校長室に居を構えている。女神イシュタルを源流としており、そのためか中性的な雰囲気を感じさせる青年。対立していた魔王たちが存在しない今、実質上パンドラの最高権力者と言ってよい。
カマエル
声：阿部敦
“神の力”の名を冠する大天使で、破壊天使を率いてパンドラの保守管理を行っている。四大天使が行方知れずの今、彼が天使たちを指揮しており、普段は生徒会室で次から次へと舞い込んでくる問題に頭を悩ませている。
ベリアル
声：稲田徹
“地獄の法学者”と呼ばれる魔王であり、パンドラでは教鞭を執っている。パンドラにおいて最も中立的な立ち位置の人物であり、気さくな人柄もあってか周りからの信頼は厚い。厳つい体育会系の外見とは裏腹に、“文系中の文系”であるとは本人談。アスタロトと並ぶ実力の持ち主であるが、本人は勢力を有することなく自由に活動している。
ルキフグス
声：山本兼平
“地獄の大宰相”にして、アスタロトの側近。普段は影の中に潜り込んでおり、必要な時だけ姿を現す。周りから辛気臭いと思われていることを内心気にしているらしい。
ダンタリオン
声：斎賀みつき
一つの脳に対し、複数の身体を持つ“群体”と呼ばれる存在の悪魔。数え切れない程のダンタリオンが存在する。また、基点は同じでも、肉体は別物として生活しているため、内面的にも微妙な差異が生じている。全世界の全書物が存在すると言われるパンドラの図書館の管理を任されている。

### 支配者
サマエル
声：喜多村英梨
不死身にして不老の蛇の化身である、毒と死を司る堕天使。神災を起こした首謀者と目されている少女。可愛らしい見た目に反して非常に残忍な性格で、敵対する者全てを死神鎌 （デスサイズ） で葬り去る。また、一連の騒動の裏の事情を知っている素振りがあり、陰で暗躍している。
ウリエル
声：岡本信彦
“神の炎”を名乗る天使最上階位・熾天使（セラフ）にして四大天使の一人。神災以降、その行方が分からなくなっていたが、すでに壊れた存在となっている。執拗にラジエルを付け狙ってくるが、その真意は不明。
外見はともかくとして、中身は既に灰燼と化しており、あらゆる説得に耳を貸さず、強烈なまでの殺戮衝動に狩り立てられている。天使達の中でも最上級の一人に数えられるだけあって、その戦闘力は言語を絶する。刹那が使用している七つの罪の剣は元々は彼の物。貸し与えている剣の代わりに、最後の審判にウリエルが振るうとされる巨大な閂、奈落の冥府（シオウル・タルタロス）を武器として使用する。これは自在に分離・結合する無数のパーツで構成され、対象が死ぬまで際限なく稼働する弾丸となる剣呑な代物。
ゲテル
声：大久保瑠美
“隠された事柄”を司る天使だったが、精神を破綻させ支配者になってしまった。天使階級は中級第五位と、大天使たちと比べると見劣りするが、彼女の持つ瞳はあらゆる真実を見抜くという特殊な力を備えている。一連の事件に関わる真実の一端をその眼で暴いてしまったが故に破綻してしまったらしい。
刳狼 都（くろう みやこ）
声：今井麻美
天使を喰らい支配者になったとされる少女。その背中には天使の光翼が薄く輝いているが、一体どの天使を喰らったのかは定かではない。生まれついて“針”を持っており、それが彼女の能力に反映されている。
押刃 鋼（おしば はがね）
声：鈴木千尋
その名が示すように鋼の如き無機質さを伺わせる、支配者と思わしき少年。彼を守護していた天使や悪魔、経歴など素性不明。野太刀を操る神道白山流なる剣術を使う。そして、それ以外の詳細は一切不明である。刹那を凌駕するほどの人外の徒であるらしい。

### その他
メッセンジャー
声：田中涼子
神の言葉を送り届ける者。通称メッセンジャー。そしてまたの名を神の雷霆レミエル。「巡礼せよ」 という啓示を受け、皆に提唱した人物。パンドラには属しておらず、現在は行方知れずとなっている。
 ???
声：堀内賢雄
あらゆるものが謎に包まれた男。誰もがその存在を忘却してしまっている。詳細不明。
ケルベロス
声：ひと美
地獄の番犬と呼ばれ、地獄の門番を務める三つ首の魔犬。前肢の一撃は相手を塵も残さず消し飛ばし、ブレスは全てを灼き尽すとされる。
現在はコーギーに似た三つ首の犬で、マスコットとしてパンドラの飼育小屋で飼育されている。
リヴァイアサン
声：原田晃
天地創造以前の生物であり、荒れ狂う原初と混沌の海を我が物にしていた高位の魔王。
大陸を五回巻く事ができるほどに巨大な海蛇。そのサイズから東京バベルには収まらず、水没した地獄の海でひっそりと暮らしている。
神
声：小倉唯
全知全能の神。現在、門が閉ざされた天国にいると思われるが、どうなっているのかは不明。
天道 奈留（てんどう なる）
声：平井理子
刹那がいた世界での刹那の関係者。

## 世界観
東京バベル
元は“煉獄”と呼ばれ、罪を浄化するための場所であった。巨大な正八面体の形状をしており、空（天国）と海（地獄）の狭間を浮遊している。内側は七つの階層で構成されていて、それぞれが東京の町並みを再現している。
神災
突如訪れた全世界規模の破滅。数多の天使は天国を追放され、天国への門は固く閉ざされてしまい、地獄は大洪水により水没し、悪魔も住処を失ってしまった。無数に存在している並行世界も次々に崩壊。神の怒りに触れたことが原因とされるこの大災害を『神災』と呼ぶ。
天国
神災以降、その門は固く閉ざされ、現在はどうなっているのか全くの不明。東京バベルの遥か上空に位置する。第七階層に存在する天国への階段“ヤコブの梯子”を昇ることで辿り着ける天空の楽園。本作はこの天国へ到達する事が目的である。そこには今も『神』が座するとされている。
地獄
神災の折、四十日と四十夜降り続けた未曾有の大雨により完全に水没。東京バベルの下に広がる海原の底に沈んでしまった。今はリヴァイアサンがひっそりと暮らしているだけである。
並行世界
天国と地獄、煉獄である東京バベルは唯一無二の存在だが、人間たちが住む“世界”は、長い歴史の中で幾重にも分岐し、並行する形で“無数に存在”している。おおよそ考えうる限りの様々な世界が存在するが、神災によって次々と崩壊を始めている。
人間
天国の門を開けるために必要な存在。 そのため天使・悪魔らは、あらゆる並行世界から、力に、知恵に、あるいは別の何かに秀でた人間を東京バベルへと集めている。召還された人間は元の世界での記憶を喪失し、自らが東京バベルにいることにも気付かず日常を営む。
巡礼
東京バベルに招かれ生活を送る中で偽りの日常に気づいた僅かな者は、守護者として天使と悪魔を伴い、天国を目指し東京バベルを昇り始める。第一階層から第七階層までの巡礼を経ることで、再び天国の門は開かれるとされているが、未だ誰も天国へと辿り着いた者はいない。
祝福の合唱（コーラス）
天国への到達を阻む原因の一つ。精神に直接鳴り響く祝福の合唱。その囁くような歌を聞くと、精神が汚染されると言われている。階層を昇る度に歌声は大きくなり、どんなに屈強な精神を持った者でも、天国へと辿り着く前に精神崩壊してしまう。
支配者
天国への到達を阻む原因の一つ。祝福の合唱によって精神崩壊した者の成れの果て。己の歪んだ願望のままに殺戮を繰り返すだけの存在。七つ存在する階層にそれぞれ存在し、強大な力によって、その階層を自らの望む形へと変貌させ支配し、巡礼者に襲い掛かる。いずれも凶暴化しており、三年前にはパンドラがたった三人の支配者の襲撃で数万人の犠牲を出す壊滅的打撃を被った。
パンドラ
東京バベルの最下層に位置し、天使と悪魔、そして人間が生活している学園型の集落。東京バベル踏破の為に結成された組織の側面も持つ。祝福の合唱や支配者によって侵食されつつある東京バベルで、現在も安全を保っており、巡礼者たちにとって活動拠点となる場所。日本の高校がデザインベースになっているらしく、東京バベルへ招かれた人間たちは一高校生として平常通りの授業を受け、日常を過ごしている。
存在理由（レゾンデートル）
東京バベルにおいて、誰もが持っている限定世界侵食術。通常の戦闘能力に大差があっても、その存在理由次第では戦局を覆すことすら可能である。固有にして最強の必殺技。能力という形であったり、武器の形状をしていたり、現象であったりと様々である。自らの存在理由を確定させ、高らかに謳い上げることで使用できるようになる。

## 制作スタッフ
- 原画：石井久雄
- シナリオ：東出祐一郎
- 音楽：Antistar

## WEBラジオ
『東京バベル パンドラ放送部』は、2012年4月17日から7月10日まで音泉で配信されていたラジオ番組。毎週火曜日更新。
パーソナリティ
- 竹内良太（アスタロト 役）

ゲスト
- #1 （2012年4月17日） - 伊藤かな恵（久沓空見 役）
- #3 （2012年5月1日） - 阿部敦（カマエル 役）
- #4 （2012年5月8日） - ひと美（ケルベロス 役）
- #5 （2012年5月15日） - 岡本信彦（ウリエル 役）
- #6 （2012年6月12日） - 斎賀みつき（ダンタリオン 役）
- #7 （2012年6月26日） - 山本兼平（ルキフグス 役）
- #8 （2012年7月10日） - 喜多村英梨（サマエル 役）